# 櫛鰭魷
櫛鰭魷（学名：Chtenopteryx sicula），又名櫛鰭烏賊，为櫛鰭魷科櫛鰭魷屬下的一个种。